# Gideon Omokirio
Gideon Omokirio (ur. 12 października 1976) – salomonoński piłkarz grający na pozycji obrońcy. Od 2011 roku jest zawodnikiem klubu Koloale FC.

## Kariera klubowa
Karierę piłkarską Omokirio rozpoczął w klubie Laugu FC. W jego barwach zadebiutował w 1996 roku w pierwszej lidze Wysp Salomona. W 1997 roku został wypożyczony do nowozelandzkiego Nelson Suburbs. W 2003 roku przeszedł do zespołu Kossa FC (w latach 2005–2006 grał on pod nazwą Fairwest). W 2007 roku wywalczył z nim mistrzostwo kraju.
W latach 2009–2011 Omokirio występował w Hekari United z Papui-Nowej Gwinei. W 2010 i 2011 roku został z nim mistrzem kraju. W 2010 roku wygrał też klubowe mistrzostwo Oceanii.
W 2011 roku Omokirio wrócił do ojczyzny i został zawodnikiem Koloale FC.

## Kariera reprezentacyjna
W reprezentacji Wysp Salomona Omokirio zadebiutował w 1996 roku. W swojej karierze wystąpił w Pucharze Narodów Oceanii 2000 i Pucharze Narodów Oceanii 2004.
Omokirio był również reprezentantem kraju w piłce nożnej plażowej.